# Герати-Моутс, Тара
Тара Герати-Моутс (англ. Tara Geraghty-Moats; род. 12 апреля 1993, Лебанон, Нью-Гэмпшир) — американская спортсменка, специализирующаяся на прыжках с трамплина и лыжном двоеборье; также принимала участие в международных соревнованиях по лыжным гонкам и биатлону. Обладательница первого в истории женского двоеборья Кубка мира (2020/2021), двукратная обладательница Континентального кубка по лыжному двоеборью (2018/2019, 2019/2020).

## Спортивная карьера

### Лыжные гонки и биатлон
Тара Герати-Моутс с 9-летнего возраста занималась прыжками с трамплина, однако в 16 лет получила две тяжёлые травмы колена. После того, как врачи сказали девушке, что она больше никогда не сможет прыгать с трамплина, в течение следующих четырёх лет Тара занималась лыжными гонками и биатлоном.
В 2012 и 2013 годах американка пробежала ряд гонок в рамках юниорских соревнований по лыжам. С 2010 по 2014 годы в роли биатлонистки приняла участие в гонках на этапах Кубка IBU, а также юниорских чемпионатах мира; лучшим её результатом стало 18-е место в спринтерской гонке на первенстве планеты 2012 года среди девушек до 19 лет.

### Лыжное двоеборье
Тара Герати-Моутс приняла участие в первом и пока единственном этапе Кубка мира по лыжному двоеборью среди женщин, который состоялся 18 декабря 2020 года в Рамзау. В прыжковой части соревнований она стала лишь 6-й, однако в гонке преследования на 5 км по системе Гундерсена смогла обойти всех своих конкуренток, в том числе на 1,5 секунды ставшую второй норвежку Гюду Вестволл Хансен, и вошла в историю как первая победительница этапа Кубка мира. В связи с тем, что из-за пандемии COVID-19 оставшиеся запланированные в рамках женского Кубка мира соревнования были отменены, Герати-Моутс стала первой в истории обладательницей большого хрустального глобуса в женском двоеборье.
На чемпионате мира по лыжным видам спорта 2021 года американка считалась одной из фавориток первого розыгрыша медалей в женском многоборье, однако 18-й результат в первой части программы свёл её шансы на попадание в тройку к минимуму. В гонке на 5 км Герати-Моутс показала лучшее время, сократив своё отставание от лидеров почти на минуту, однако этого оказалось недостаточно — она показала лишь 5-й итоговый результат.

## Результаты

### Прыжки с трамплина

#### Чемпионаты мира по лыжным видам спорта
| Чемпионаты мира | Нормальный трамплин | Большой трамплин | Смешанные команды | Командное первенство |
| --------------- | ------------------- | ---------------- | ----------------- | -------------------- |
| 2015 Фалун      | 18                  | н/д              | —                 | н/д                  |
| 2019 Зефельд    | —                   | н/д              | —                 | 10                   |

#### Кубок мира по прыжкам с трамплина
Результаты сезонов
| Сезон | Возраст | Общий зачёт |
| ----- | ------- | ----------- |
| 2015  | 21      | 31          |
| 2016  | 22      | 28          |
| 2017  | 23      | 40          |
| 2018  | 24      | н/п         |
| 2019  | 25      | н/п         |

### Лыжное двоеборье

#### Чемпионаты мира по лыжным видам спорта
| Чемпионаты мира | Нормальный трамплин / 5 км |
| --------------- | -------------------------- |
| 2021 Оберстдорф | 5                          |

#### Кубок мира по лыжному двоеборью
Результаты сезонов
| Сезон | Возраст | Место в зачёте Кубка мира | Место в зачёте Кубка мира | Место в зачёте Кубка мира |
| Сезон | Возраст | Общий зачёт               | Прыжки с трамплина        | Лыжные гонки              |
| ----- | ------- | ------------------------- | ------------------------- | ------------------------- |
| 2021  | 27      | 1                         | 6                         | 1                         |

Подиумы
- 1 подиум (1 победа)

| #. | Сезон   | Дата            | Место проведения | Дисциплина               | Место |
| -- | ------- | --------------- | ---------------- | ------------------------ | ----- |
| 1  | 2020/21 | 18 декабря 2020 | Рамзау, Австрия  | нормальный трамплин/5 км | 1     |